# Польский сад
По́льский сад — сад в Адмиралтейском районе Санкт-Петербурга, в центре квартала, ограниченного набережной реки Фонтанки, Измайловским проспектом, Державинским переулком и 1-й Красноармейской улицей. Площадь 2,3 гектара, вход бесплатный.
Предшественником нынешнего сквера был сад во дворе усадьбы Г. Р. Державина на Фонтанке, разбитый, вероятно, под наблюдением Н. А. Львова. 
После приобретения усадьбы Римско-католической Могилевской архиепархией в 1846 году, в течение почти 80 лет (до национализации церковного имущества советской властью) сад был частью католического архитектурного комплекса и располагался между резиденцией митрополита, зданием Римско-католической духовной коллегии, собором Успения Пресвятой Девы Марии и консисторским управлением. Поскольку большая часть католического духовенства и верующих была поляками, сад стали называть "польским". 
В начале лета 2006 года сад был передан в ведение Всероссийского музея имени Пушкина.
В 2004 году был разработан проект воссоздания («реконструкции») старинного сада, которая и была проведена за счёт средств федерального бюджета в 2007—2011 годах.